# Navarque

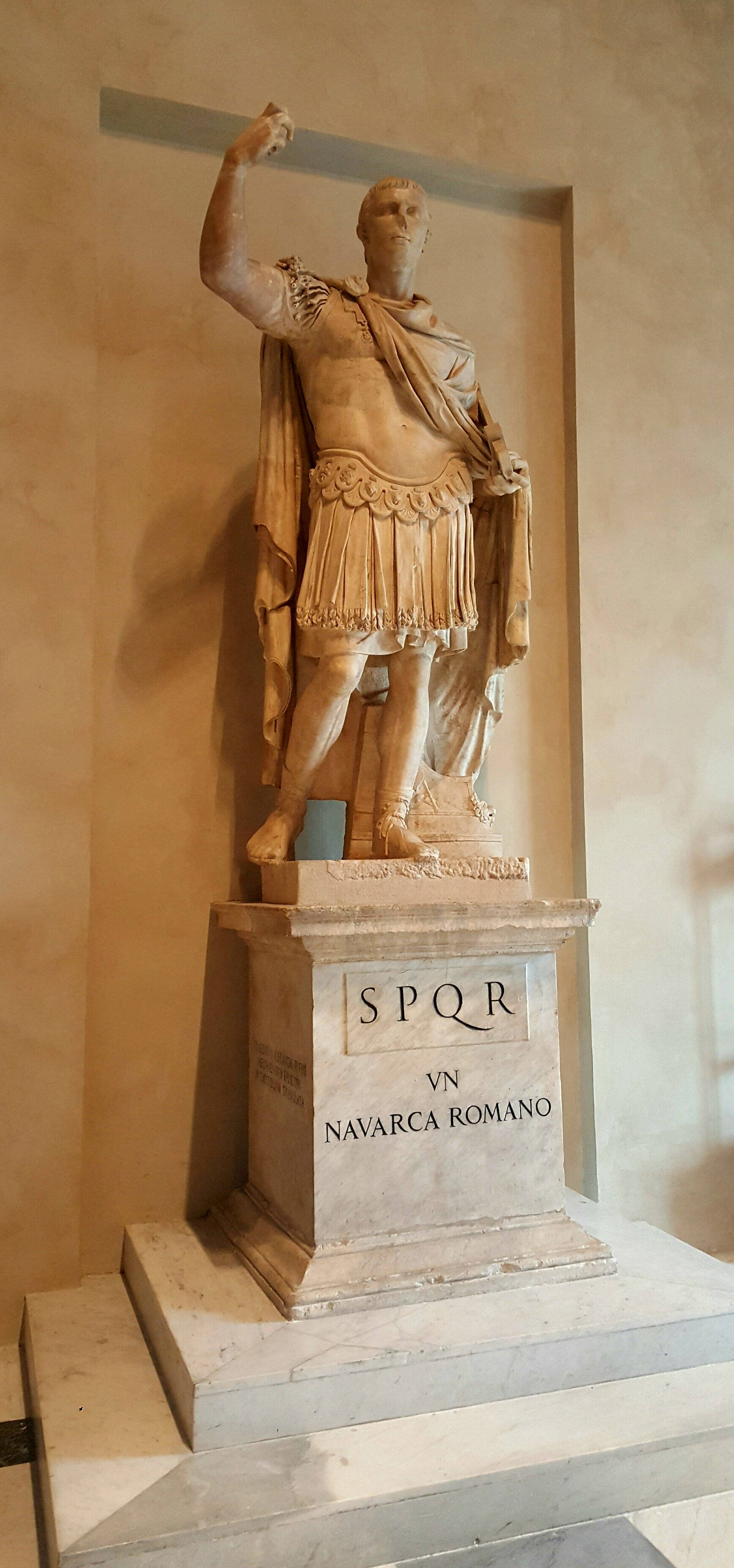
Statue du navarque romain dans la salle Jules César du palais sénatorial à Rome.

Le navarque (en grec ancien ναύαρχος / nauarkhos, de ναῦς  / naus, « le bateau » et ἀρχή / arkhê, « le commandement »), littéralement le « commandant de navire », est le titre militaire donné aux capitaines de vaisseaux de guerre dans la Grèce antique. À Sparte, c'est une magistrature importante donnant le commandement de la flotte. Mais on trouve également des navarques à Athènes.
En Macédoine et dans les royaumes hellénistiques, chez les Séleucides comme chez les Lagides le navarque est l'amiral de la flotte. Ainsi Alexandre le Grand est navarque de la flotte macédonienne au siège de Tyr.
À Rome, le navarque est le commandant d'un escadron de la flotte. Les Byzantins utilisent parfois ce terme pour désigner le capitaine d'un navire.
Sans rapport avec ces fonctions militaires, le navarque est enfin également le responsable d'une liturgie spécifique à Érétrie et dans d'autres cités, dans le cadre de fêtes de la navigation en l'honneur d'Isis et d'autres divinités égyptiennes.

## Sparte
À Sparte, La magistrature de navarque a été instituée pour pallier le problème du commandement : selon la Grande Rhêtra, ce sont les rois qui commandent les troupes, mais ils ne suffisent plus à la besogne. Certes, des expéditions pouvaient être commandées par des chefs qui ne sont pas des rois, mais il s'agit habituellement de petites campagnes, mobilisant peu d'hommes. 
À partir de 430 av. J.-C., pendant la guerre du Péloponnèse, la cité nomme donc systématiquement des navarques. Ils sont choisis probablement par l'Assemblée sur proposition des éphores, mais pas par les rois eux-mêmes. La magistrature est  annuelle, et non renouvelable  au-delà de deux mandats de un an : c'est pourquoi en 405 av. J.-C., Lysandre est envoyé seulement comme commandant en second, le navarque titulaire étant Arakos. Le navarque se voit adjoindre un secrétaire (ἐπιστολεύς / epistoleus), qui est son commandant en second, et un épibate (ἐπιϐάτης / epibatês), commandant en troisième.
Sous contrôle direct des éphores mais non des rois, le navarque peut être destitué à tout moment, contrairement aux rois. Cette situation crée souvent une tension entre rois et navarque, comme entre Antalcidas et Agésilas II. Aristote, dans le Politique, note ainsi que la navarchie constitue « presque une autre royauté » (II, 9, 1271a 37-41).